# C-719
La  C-719  era una carretera comarcal que comunicaba Palma de Mallorca con Andrach, atravesando las principales localidades turísticas del municipio de Calviá.

## Nomenclatura
La antigua carretera C-719 pertenecía a la red de carreteras comarcales del Ministerio de Fomento. Su nombre está formado por: C, que indica que era una carretera comarcal de nivel estatal; y el 719 es el número que recibe según el orden de nomenclaturas de las carreteras comarcales en la Islas Baleares.

## Historia
Hasta el cambio de denominación de carreteras autonómicas, en el que se eliminaba el antiguo nombre de comarcales, esta carretera tenía su punto de inicio en Palma, en la Avenida de Joan Miró, y su finalización en el municipio de Andrach, donde enlazaba con la C-710, actualmente conocida como Ma-10.
La C-719 ha sido renombrada, formando las siguientes carreteras:
- La Ma-1C, Portopí - Cala Figuera (Ma-1)
- La Ma-1B, Ronda de Andrach (Ma-1 - Ma-10)
- La Ma-1A, Peguera - Puerto de Andrach

## Trazado
La C-719 iniciaba su recorrido en la Avenida de Joan Miró de Palma de Mallorca (cerca de Portopí) dirigiéndose hacia el oeste, atravesaba Sant Agustí, Cas Català y Calanova antes de llegar al término municipal de Calviá, donde atravesaba núcleos turísticos como Illetas, Palmanova o Santa Ponsa. Continuaba en dirección a la población de Andrach y entraba en el término municipal de ésta donde, tras pasar Camp de Mar finalizaba su recorrido cerca del puerto de la localidad y de la C-710.